# سفارت هلند در اتاوا
سفارت هلند در اتاوا (به انگلیسی: Embassy of the Netherlands) یک سفارت در کانادا است که در اتاوا واقع شده‌است.